# Ломовка (городской округ город Кулебаки)
Ломо́вка — село в Городском округе город Кулебаки Нижегородской области.

## География
Село расположено на автодороге Р72 (Муром — Арзамас) на левом берегу реки Тёши при впадении в неё реки Ломовки в 17 км к востоку от города Кулебаки.

## История
До 1889 года Ломовка была деревней, расположенной по обе стороны реки Ломовки, впадающей в реку Тёша, с несколькими постоялыми дворами на большом тракте Муром — Ардатов — Арзамас. Селом Ломовка стала после открытия церкви, возведённой на средства местного крестьянина Василия Молькова, который внёс 20 тысяч рублей на строительство и украшение храма.
Восстановление прихода началось в 1990 году под руководством протоиерея Сергия Колесова. Церковь вновь освящена в 1991 году в честь иконы Божией Матери «Знамение». 27 июня 2015 года епископ Выксунский и Павловский Варнава совершил чин Великого освящения храма.
Входило до 2015 года в состав упразднённого Тепловского сельсовета.

## Население
| 2002 | 2010  |
| ---- | ----- |
| 1593 | ↘1536 |

## Инфраструктура
Личное подсобное хозяйство с зоной сельскохозяйственного использования, индивидуальная застройка усадебного типа.
В селе расположено отделение Почты России 607027, Ломовская средняя школа, библиотека.

## Транспорт
Автобусное сообщение с районным и областным центрами. Остановка общественного транспорта «Ломовка».